# El fill
El fill (títol original en anglès, The Son) és una pel·lícula dramàtica del 2022 dirigida per Florian Zeller a partir d'un guió escrit per ell mateix i Christopher Hampton. Es basa en l'obra teatral homònima de Zeller del 2018. La pel·lícula és protagonitzada per Hugh Jackman, Laura Dern, Vanessa Kirby, Zen McGrath i Hugh Quarshie. Anthony Hopkins té una aparició menor en aquesta pel·lícula interpretant el pare del personatge principal (però un pare diferent de la pel·lícula anterior de Zeller). S'ha doblat i subtitulat al català.
El fill es va estrenar al 79è Festival Internacional de Cinema de Venècia el 7 de setembre de 2022 i va comptar amb una estrena limitada d'una setmana a Nova York i Los Angeles el 25 de novembre de 2022, abans d'una estrena més àmplia als Estats Units el 20 de gener de 2023 a càrrec de Sony Pictures Classics. La pel·lícula va rebre crítiques diverses, tot i que la interpretació de Jackman va ser motiu d'elogis. A la 80a edició dels Globus d'Or i la 27a edició dels premis Satellite, Jackman va ser nominat com a millor actor en una pel·lícula dramàtica.